# 88特遣隊
88特遣隊（英語：Task Force 88）是美國的特種作戰部隊，它在911襲擊之後成立，並由美國特種作戰司令部和英國特種部隊的士兵組成。基於其任務性質，該單位經常並描述成“獵殺小隊”（Hunter-Killer Team），其核心成員大多來自美國陸軍第1特種部隊分遣隊、第75遊騎兵團、美國空軍第24特種戰術中隊以及美國海軍特種作戰開發組。88號特遣部隊曾於2008年10月從伊拉克入侵敘利亞，並造成8人死亡，當中包括前基地組織領導人阿布·扎迪亞，他們也曾在非洲之角執行過數次針對基地組織的行動。

## 歷史
自從聯軍入侵伊拉克後，88特遣部隊的稱號和編制有過多次的變動。首先是原來的11特遣部隊（或稱：利劍特遣部隊；Task Force Sword）和第5特遣隊在2003年6月於阿富汗被合併成21特遣隊，而該部隊後來被先後改名為121特遣隊、626特遣隊、145特遣隊乃至現時的名稱—88特遣隊。該單位是由美國和英國的特種部隊臨時分組而成，其任務主要是獵殺基地組織和伊拉克的領導層等重要目標，例如：奥薩馬·本·拉登和阿布·穆薩布·扎卡維（他後來於2006年死亡）。據指，特遣部隊對殺死扎卡維的任務發揮了中度效用。另外，他們也負責在伊拉克和阿富汗執行牽制基地組織的任務。
特遣部隊的行動人員分別是來自美國陸軍第1特種部隊分遣隊、第75遊騎兵團、第82空降師、美國海軍特種作戰開發群、英國陸軍特種空勤團、英國海軍特別舟艇隊。中央情報局的特別活動部準軍事單位據指也是該部隊的重要組成部份。支援部份則由美國陸軍第160特種作戰航空團、美國空軍第24特種戰術中隊及英國特種部隊支援群組成。
該單位的活躍至少直至2007年為止。至於它在美軍撤出伊拉克後仍否有繼續行動則仍然是個謎。

## 已知行動
特遣隊的行動相當隱蔽，報告指他們曾在缺乏鄰近傳統指揮架構的批准下進行過多次突擊。他們也參與了追蹤和殺害阿布·穆薩布·扎卡維的行動。由2007年初開始的18個月以來，特遣部隊已在巴格達逮捕了3,500名恐怖份子，並打死了其餘幾百人。故此，基地組織的炸彈襲擊由平均每月150宗下跌至2宗。在行動中有6名特種空勤團的士兵陣亡，另外亦有30人受傷。而三角洲部隊則承受了20%的傷亡率。在於安巴爾省行動間，88特遣隊的隊員進入了由叛軍控制的哈迪塞市，並多次搜索扎卡維的藏身地點。他們在行動中發現仍然在烹飪中的雞蛋，但恐怖份子的首領卻不知所終。基於這樣的有利情報，特遣部隊請求美國海軍陸戰隊第2遠征部隊的指揮官下令他的部隊突擊哈迪塞市，目的是要誘出扎卡維。其後，將軍選擇了對激烈戰鬥有相當經驗的海軍陸戰隊第3團1營對城市發動攻堅。

## 外部連結
- Cuomo, C, McNiff, E, & ABC News Law and Justice Unit, . 9 June 2006. The men in the shadows—hunting al-zarqawi（页面存档备份，存于）
- GlobalSecurity.org, http://www.globalsecurity.org/military/agency/dod/tf-145.htm Task Force 145（页面存档备份，存于）
- Hala Jaber, Sarah Baxter and Michael Smith, How Iraq's Ghost of Death was Cornered（页面存档备份，存于）, The Times, 11 June 2006
- Brian Ross, Secret U.S. task force changes its name, again, The Blotter, ABC News, 12 June 2006
- Mark Bowden, The Ploy（页面存档备份，存于）, Atlantic Monthly, May 2007
- Bill Roggio, Secret order to target Al-Qaeda（页面存档备份，存于）, November 2008
- Bill Roggio, The Black Guards（页面存档备份，存于）, Long War Journal, September 2006